# 上組溜池
上組溜池（かみぐみためいけ）は、長野県飯山市大字蓮にある池。信濃川水系皿川に建設された人造湖で、灌漑を目的とするため池である。

## 歴史
上組溜池がある飯山市蓮には、蓮堰と呼ばれる農業用水路が通っている。中野市穴田で千曲川（長野県内における信濃川本流の呼称）の支流・斑尾川の水を取り入れ、これを起点として替佐・笠倉・硲（はさま）・奥手山を経て蓮に至る。全長は13キロメートルに及ぶ。
蓮堰が開削されたのは江戸時代の元禄のころ。当時の飯山藩普請奉行・野田喜左衛門正満の手によるもので、彼は蓮堰のほか多くの用水路を整備した功績から「用水の神様」と呼ばれた。水路の勾配を日の当たる場所では平坦に、日陰になる場所では急勾配にというように緩急をつけているのは、水を稲作に適した温度まで上昇させるための工夫である。それまで蓮では畑作が農業の主体であったが、蓮堰の開削により水田が増加した。
蓮では用水路以外にもため池が造られていたが、1919年（大正8年）に飯山鉄道（現・JR飯山線）工事が始まると、線路敷設に伴い池の移転を余儀なくされる。これがきっかけとなって建設されたのが現在の上組溜池であり、同時に2号ため池および深沢尻引水路の建設が行われることになった。工事は1921年（大正10年）に起工、1924年（大正13年）に完成。総事業費は約3万円（当時）。

## 周辺
JR飯山線・蓮駅から、上信越自動車道・豊田飯山インターチェンジ方面に向かって進むと、飯山線の線路をまたいだ先に3つの記念碑が建つ場所がある。ここに通じている用水路が蓮堰であり、これに沿って細い道を進むと上組溜池に至る。

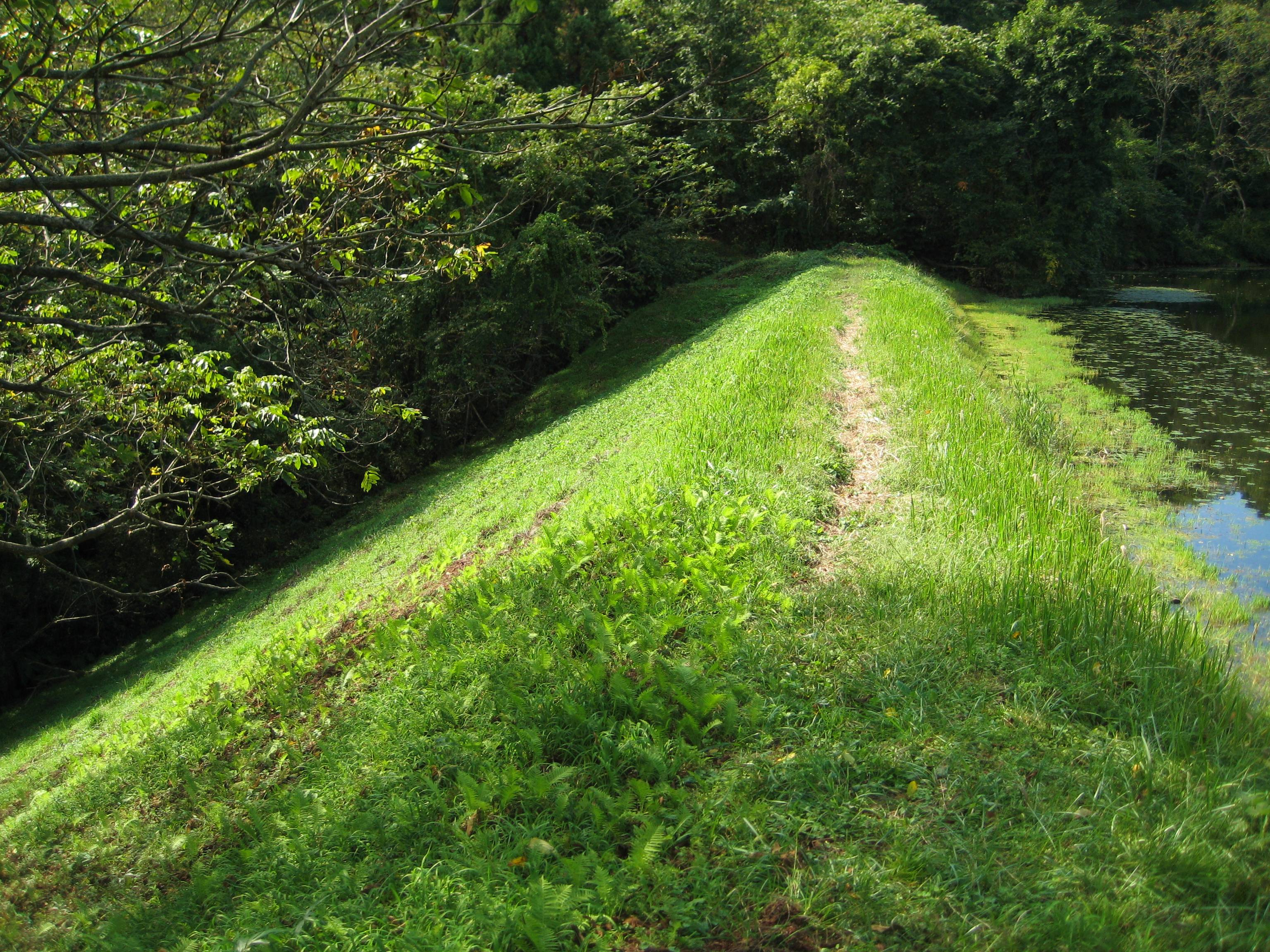
上組溜池ダム